# Heure Sainte

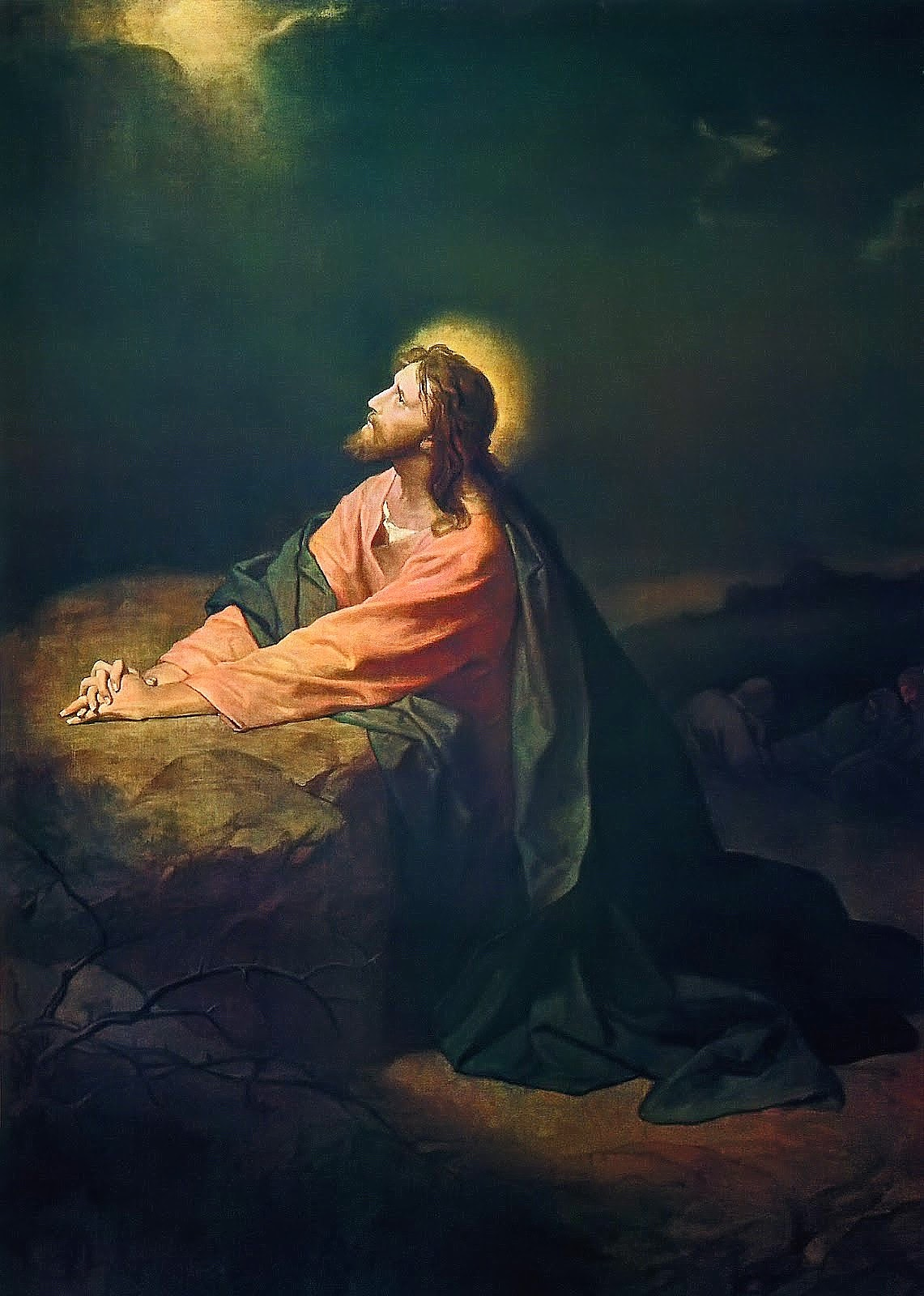
Le Christ au jardin de Gethsémani de Heinrich Hofmann (1890).

L'Heure Sainte est un exercice de dévotion catholique d'une heure de prière, d'adoration eucharistique ou de méditation sur l'agonie de Jésus au jardin de Gethsémani. Cette dévotion est née d'une pratique personnelle de Marguerite-Marie Alacoque qui, d'après ses écrits, lui avait été demandée par Jésus-Christ durant l’une de ses apparitions entre 1673 et 1675 à Paray-Le-Monial, en France,,,. La pratique s'est diffusée d'une manière générale avec la dévotion au Sacré-Cœur de Jésus et fut adoptée et approuvée par l'Église catholique avec des indulgences.

## Histoire
Entre 1673 et 1675, probablement en 1674, Jésus apparut à Marguerite-Marie Alacoque qui était alors en adoration. Ce n’était pas la première fois que le Christ se manifestait à cette dernière en lui montrant son Cœur Sacré. Lors de cette apparition, Jésus lui demanda de l’accompagner durant une heure de prière en union avec lui, étendue par terre, le visage contre le sol, toutes les nuits du jeudi au vendredi, entre onze heures et minuit,. Durant cette heure, Jésus la ferait participer à la tristesse éprouvée au jardin de Gethsémani ainsi qu'à l'abandon qu'il ressenti de ses apôtres,.
« ...et toutes les nuits du jeudi au vendredi, je te ferai participer à cette mortelle tristesse que j'ai bien voulu sentir au jardin des Olives ; laquelle tristesse te réduira, sans que tu la puisses comprendre, à une espèce d'agonie plus rude à supporter que la mort. Et pour m'accompagner dans cette humble prière que je présentai alors à mon Père parmi toutes mes angoisses, tu te lèveras entre onze heures et minuit, pour te prosterner pendant une heure avec moi, la face contre terre, tant pour apaiser la divine colère, en demandant miséricorde pour les pécheurs, que pour adoucir en quelque façon l'amertume que je sentais de l'abandon de mes apôtres, qui m'obligea à leur reprocher qu'ils n'avaient pu veiller une heure avec moi, et pendant cette heure tu feras ce que je t'enseignerai. »
L’Heure Sainte se base sur trois éléments principaux transmis par Marguerite Marie : les prières de réparation et d'intercession, l’union avec Jésus souffrant au Gethsémani, les gestes d’humiliation. À la suite des écrits de la sainte, cette pratique de piété qui lui était propre fut progressivement adoptée par un grand nombre de croyants, et la diffusion de cette dernière dans le monde catholique resta étroitement liée à la ferveur que rencontra le culte du Sacré-Cœur de Jésus au XVIIIe et XIXe siècles.

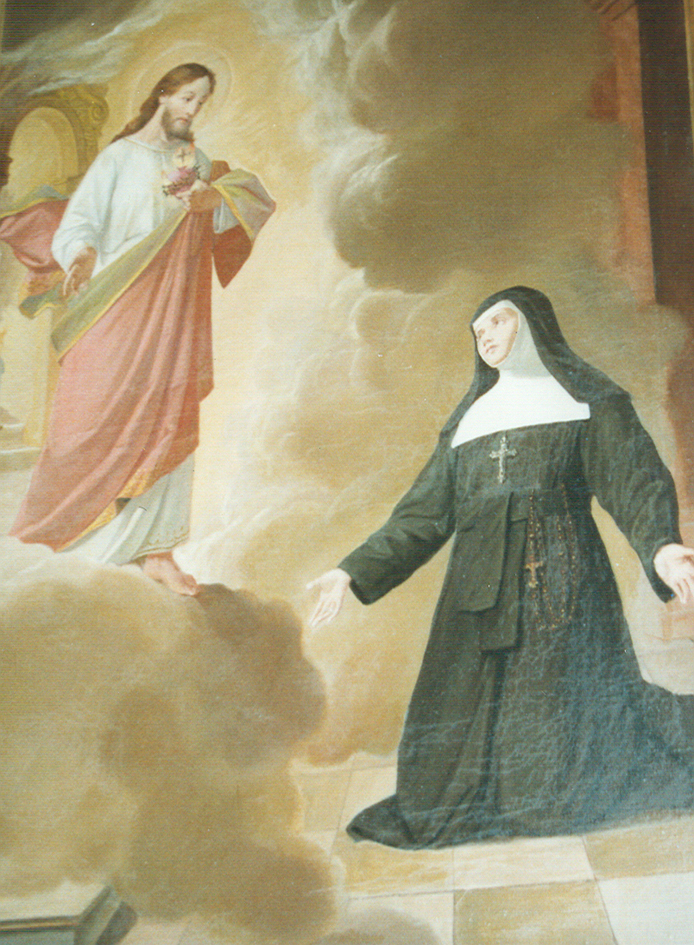
Le Christ apparaissant à Marguerite-Marie Alacoque

Les papes ont favorisé la pratique de l’Heure Sainte et ils ont promu la Confrérie de l’Heure Sainte au rang d’archiconfrérie, en y associant des indulgences.
En mai 1930, on célébra à Paray-le-Monial les cent ans de la pratique de l’Heure Sainte. Invitée par l'Archiconfrérie de l’Heure Sainte, toute la communauté catholique se réunit pour célébrer l’Heure Sainte.
Le custode Aurelio Marotta décida que cette pratique de piété devait être célébrée à Gethsémani, durant la nuit, à l’endroit même où Jésus réalisa son Heure Sainte. Trois ans plus tard, le 6 avril 1933, le jeudi précédent la Semaine sainte, face au Rocher de l’Agonie, à l’intérieur de l'église de Toutes-les-Nations, le custode Nazzareno Jacopozzi institua canoniquement la Confrérie de l’Heure Sainte, affiliée à la confrérie mère, celle créée à Paray-Le-Monial.
La Confrérie attira immédiatement de nombreux membres (en l’espace d’un an, elle atteignit les 21 500 inscrits qui, au bout de trois ans, devinrent 92 482). Les personnes appartenant à cette confrérie étaient appelées à pratiquer l’Heure Sainte durant l’après-midi ou pendant la nuit de chaque jeudi au vendredi, à l’issue de laquelle les chrétiens recevaient l’indulgence plénière.

## Pratique de l'Heure Sainte
Il n’y a pas de règles définies sur la manière de pratiquer l'Heure Sainte. Toutefois, elle se fait plus traditionnellement dans la nuit d’un jeudi au vendredi, de 23h00 à minuit, pour rester fidèle à l'instruction donnée à Marguerite-Marie Alacoque,. Elle se fait aussi régulièrement chaque premier jeudi du mois, la veille d’un premier vendredi du mois, jour d'une autre dévotion qui tient son origine dans les mêmes révélations privées que l'Heure Sainte,.
Il s’agit d’un exercice d'une heure de méditation, de prière ou d'adoration, durant laquelle la personne s'associe aux tristesses et à l'abandon éprouvé par Jésus lors de son agonie à Gethsémani. Les prières de l'Heure Sainte sont souvent des supplications et des demandes d’intercession adressées à Dieu le Père en vue d'obtenir la conversion et le salut des pécheurs. Certains pratiquent également l'Heure Sainte en récitant le chapelet.

Marguerite-Marie pratiquait l'Heure Sainte à la fois en prière et en adoration :
« Il me dit en ce temps que toutes les nuits du jeudi au vendredi je me lèverais à l'heure qu’il me dirait pour dire cinq Pater et cinq Ave Maria prosternée contre terre avec cinq actes d'adoration qu'il m'avait appris, pour lui rendre hommage dans l'extrême angoisse qu'il souffrit la nuit de sa Passion. »
Certaines paroisses proposent de pratiquer l’Heure Sainte en adoration eucharistique devant le Saint-Sacrement à d’autres moments de la journée. Mais cette dévotion n'a pas lieu nécessairement dans un édifice religieux, ainsi Marguerite-Marie pratiquait l'Heure Sainte dans sa cellule. Des confréries et communautés offrent quant à elles la possibilité de faire l'Heure Sainte lors de journées importantes du calendrier catholique l’année comme par exemple, dans la nuit du Jeudi au Vendredi saint à Gethsémani à Jérusalem.

### Pratique de l'Heure Sainte à Gethsémani
Aujourd’hui, la pratique de l’Heure Sainte face au Rocher de l’Agonie se perpétue institutionnellement tous les jeudis du mois, à 16h00. Par ailleurs, tous les pèlerins qui en font la demande, peuvent célébrer l’Heure Sainte à Gethsémani lors de leur pèlerinage en Terre Sainte.
Tous les ans, pour la veillée du Jeudi saint, la communauté franciscaine se réunit à la communauté chrétienne locale ainsi qu’à tous les fidèles provenant de Jérusalem pour célébrer la Pâques, pour « veiller et prier » pendant une heure aux côtés de Jésus.
Les passages de l’Évangile sont lus en arabe, hébreu, allemand, anglais, français, espagnol, italien et dans de nombreuses autres langues, à l’endroit où Jésus, avant d’être capturé, transpira du sang et s’en remit à la volonté du Père ainsi qu’à son destin de souffrance et d’humiliation.
La célébration rappelle les trois moments clés de la Passion racontés par les Évangiles :
- la pré-annonciation du reniement de Pierre (Mt 26,30-35, Mc 14,26-31 ; Lc 22,31-37) ;
- l’agonie du Christ et sa prière dans le Jardin des Oliviers (Mt 26,36-46 ; Mc 14,32-42 ; Lc 22,39-46) ;
- l’arrestation de Jésus par les gardes (Mt 26,47-56 ; Mc 14,43-52 ; Lc 22,47-54).

Au début de l’Heure Sainte, le Custode recouvre de pétales de roses rouges la pierre restée intacte et exposée face à l’autel ; puis, les fidèles s’agenouillent afin de l’embrasser. Les pétales rappellent les gouttes de sang transpirées par le Seigneur lors de cette nuit. La lecture des extraits de l’évangile est accompagnée de psaumes et prières. Les trois grands moments sont espacés par des moments de silence et de prière personnelle. À la fin de la célébration, tous les fidèles se prosternent, touchent et embrassent les rochers vénérés avant de partir en procession, le long de la vallée du Cédron, avec les flambeaux éclairés, vers l’église Saint-Pierre en Gallicante, l’endroit où se trouvait la maison du grand-prêtre Caïphe et là où Jésus fut transporté pour passer la nuit en prison.

## Approbation de l'Église catholique
Le pape Pie XI encourage la pratique de l’Heure Sainte dans sa lettre encyclique Miserentissimus Redemptor du 8 mai 1928, tout en faisant référence aux révélations reçues par Marguerite-Marie :
« Dans ses apparitions à Marguerite-Marie, quand il lui dévoilait son infinie charité, le Christ laissait en même temps percevoir comme une sorte de tristesse (...). Pour l’expiation de ces fautes il recommandait, entre autres, comme lui étant particulièrement agréables, les pratiques suivantes : participer, dans un esprit d’expiation, aux saints Mystères en faisant la “communion réparatrice”; y joindre des invocations et des prières expiatoires pendant une heure entière, en faisant, comme on l’appelle justement, “l’heure sainte” : exercices qui non seulement ont été approuvés par l’Église, mais qu’elle a enrichis d’abondantes indulgences. »